# CANT Z.1007
(CRDA) CANT Z.1007 Alcione (Ledňáček), byl italský celodřevěný třímotorový střední bombardér se zatahovacím podvozkem ostruhového typu, užívaný v době druhé světové války.

## Vývoj

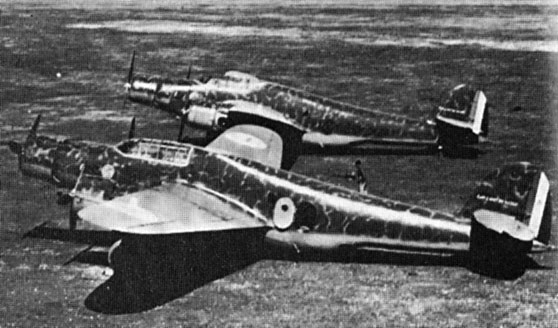
CANT Z.1007 Alcione

Výroba prototypu Z.1007 byla zahájena v roce 1935 s pohonem trojicí vidlicových dvanáctiválců Isotta Fraschini Asso XI RC-15 o výkonu po 617 kW. Již v lednu 1936, dlouho před zalétáním, byla objednána série osmnácti kusů, poté dalších šestnácti. Prototyp poprvé vzlétl až 11. března 1937 s pilotem Mariem Stoppanim.
Na Z.1007 se ještě mnohé měnilo, motory byly nahrazeny typy XI RC-40 po 600 kW a chladiče se přemístily ze spodku gondol do čela. Sériové stroje však nebyly uznány za bojeschopné pro nízké výkony příliš těžkých pohonných jednotek. V roce 1942 bylo rozhodnuto předělat třináct posledních Alcione na meteorologické se vzduchem chlazenými dvanáctiválci Isotta Fraschini Delta RC-35 po 515 kW, ale vznikl jen prototyp.
Od roku 1937 připravoval Filippo Zappata důsledně překonstruovaný Z.1007bis, pro který získal souhlas i zakázku na osm letounů v prosinci 1938, třebaže prototyp vzlétl až v červnu 1939. Rozměry nové verze byly větší, s větší plochou a nižší hmotností draku. Poháněly jej tři hvězdicové čtrnáctiválce  Piaggio P-XI RC-40 po 740 kW. Osádka čtyř až pěti mužů měla k obraně kulomety Scotti ráže 12,7 mm, a to jeden ve hřbetní věži Caproni Lanciani Delta E a druhý v prosazení pod trupem. Na bocích bylo po jednom Breda SAFAT ráže 7,7 mm s 500 náboji na zbraň. Pumovnice pojala 1200 kg pum, vnější závěsy pak čtyři až šest pum dle hmotnosti.
Od 4. série, zadané v lednu a dodávané od září 1940, se Z.1007bis začaly vyrábět s dvojitými SOP na konci VOP se vzepětím 10°. Zlepšila se tak střelba z hřbetní věže a let s jedním zastaveným motorem. Od 6. série se používaly zdokonalené motory XIbis upravené pro noční provoz, zlepšilo se pancéřování prostorů osádky, byl zaveden nový autopilot a pumový zaměřovač. Od 11. série se začaly instalovat hřbetní hydraulicky ovládané věže Breda V s kulometem stejné firmy ráže 12,7 mm.
V březnu 1942 byla zalétána verze Z.1007ter, kterou poháněly agregáty P-XIX RC-45 Turbine 8 po 808 kW. Zvýšila se tak rychlost i dostup. Dodávky celkové produkce 41 strojů ter byly zahájeny na jaře 1943.
U mateřské společnosti Cantieri Riuniti dell' Adriatico (CRDA) v Monfalcone bylo vyrobeno 459 kusů, v licenci u Industrie Meccaniche e Aeronautiche Meridionali (IMAM) v Neapoli 74.

## Nasazení

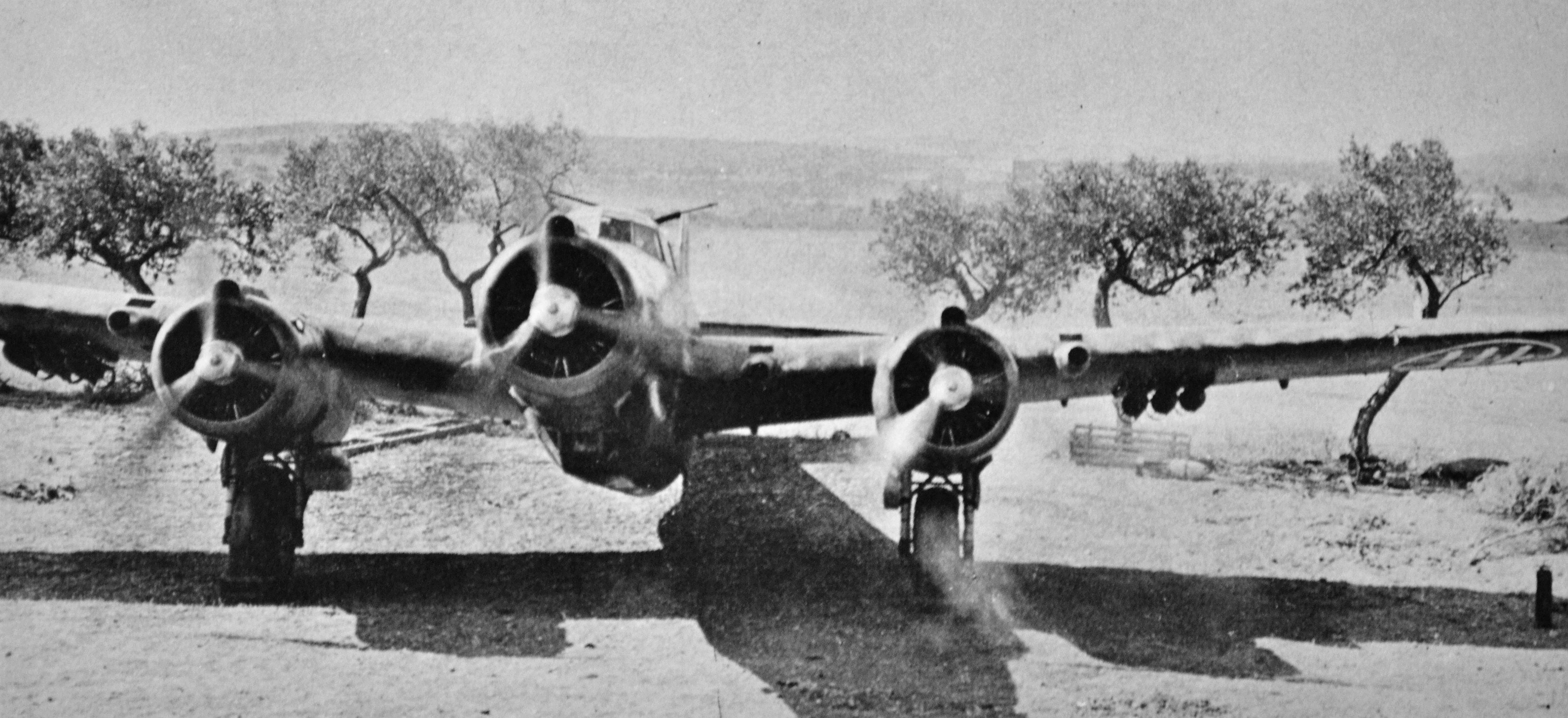
CANT Z.1007bis Alcione Regia Aeronautica během předstartovní přípravy na bombardovací misi proti Maltě, Sicílie, 1941

První sériové Z.1007 byly od února 1939 předávány 90° a 91° Gruppo ve Vicenze, kde sloužily jako cvičné.
Z.1007bis k jednotkám přicházely od ledna 1940. Od 28. října 1940, kdy bombardovaly cíle v Řecku, působily na všech italských bojištích při bombardování a průzkumu. Zejména útoky proti ostrovu Malta byly velmi účinné, protože Z.1007bis přesahovaly dostupem i tamní letouny Bristol Beaufighter. V severní Africe i na jiných bojištích byly jejich bojové ztráty minimální, spíše se počty Alcione snižovaly opotřebením rychlejším, než u jiných typů. V době italské kapitulace bylo na osmi letištích 72 strojů tohoto typu, z toho 22 na severním území ovládaném Němci a Mussolinim. Alcione podřízené spojeneckému velení se zapojily v bojích v Jugoslávii na podporu Tita, a to jak bojově tak svrháváním zásob.
Jeden Alcione (FL-AVM, ex FC-AVM), ukořistěný u tuniského Hammametu, sloužil u Forces aériennes françaises libres s americkými motory R-1830-S3C4-G o výkonu po 880 kW.

## Specifikace (Z.1007bis)

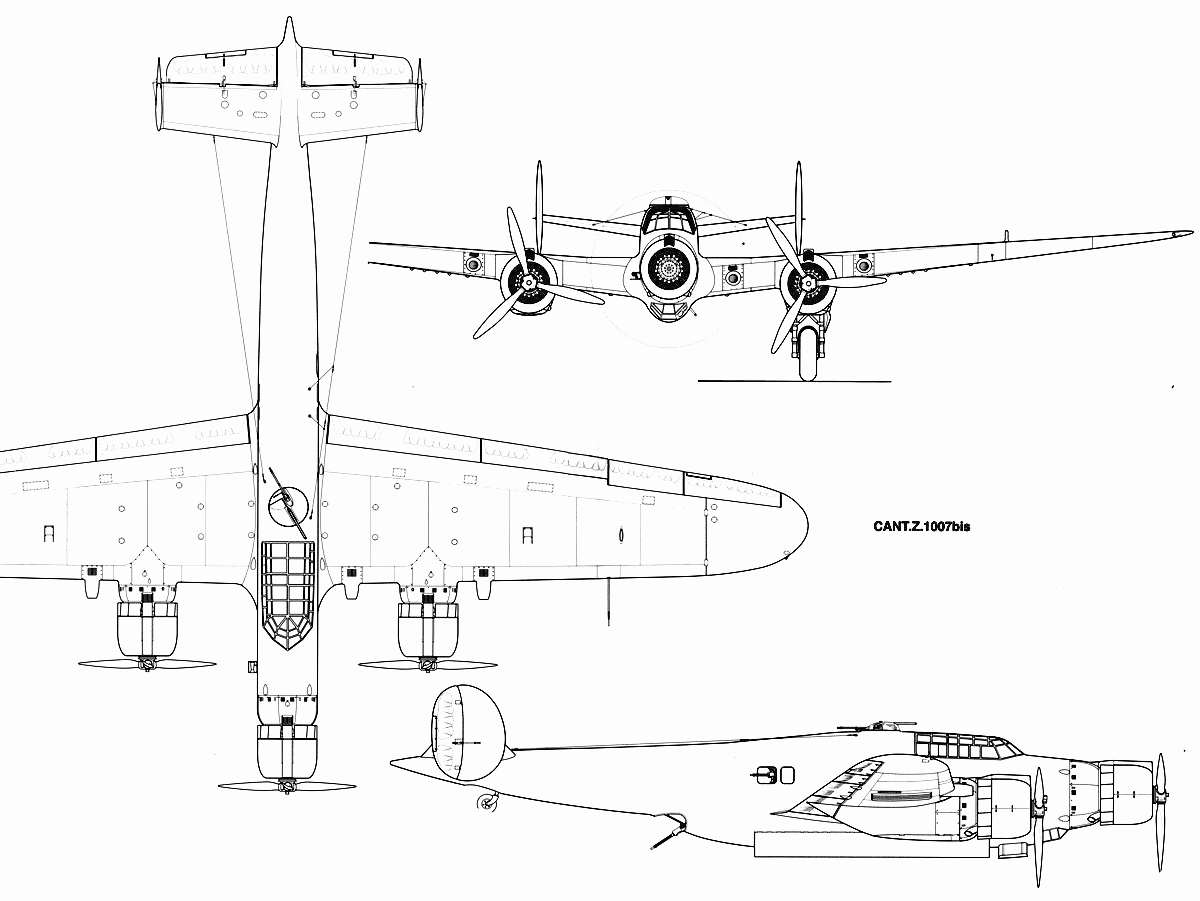
Třípohledový nákres Z.1007

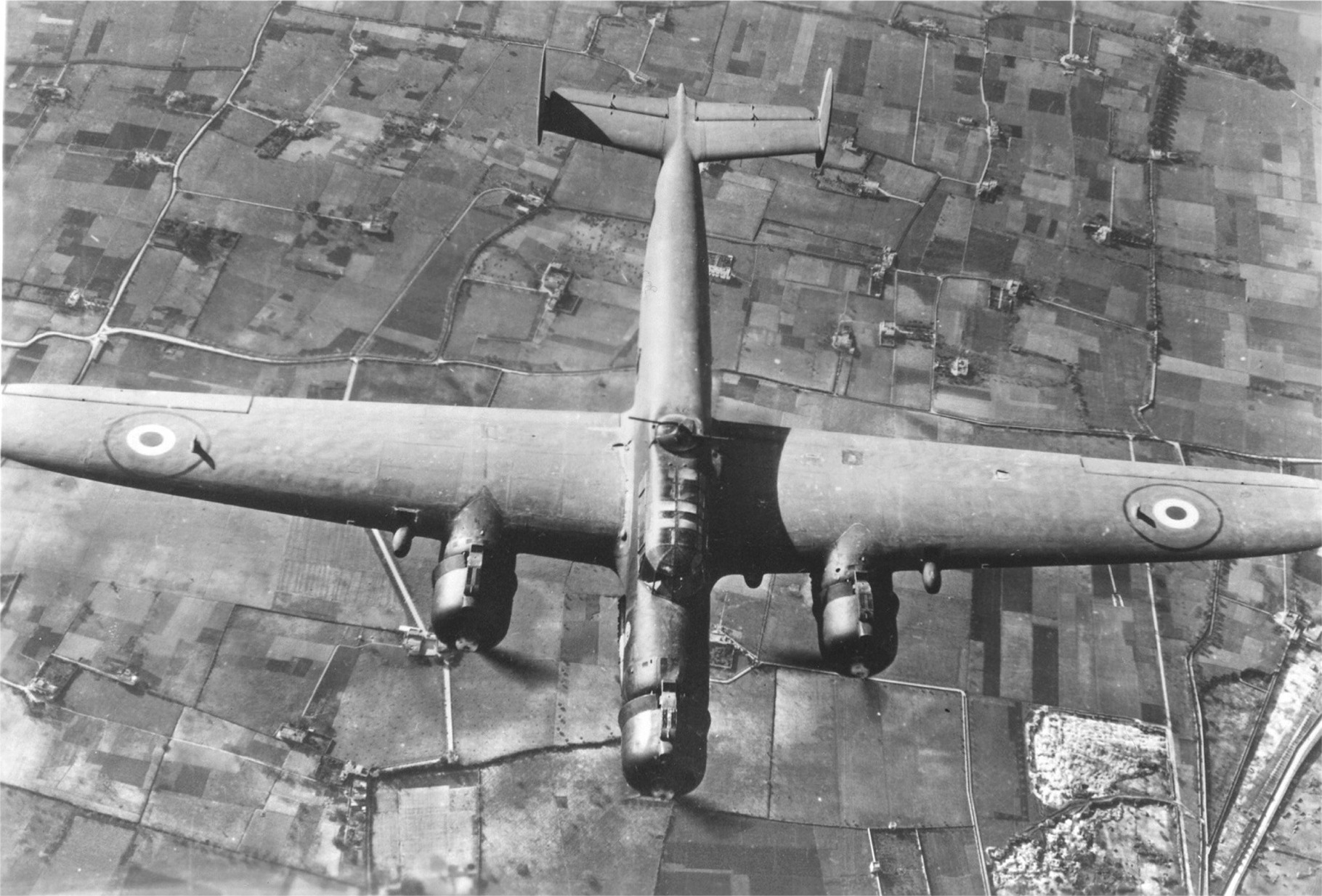
CANT Z.1007bis, Aeronautica Cobelligerante Italiana, 1944

### Technické údaje
Údaje podle
- Osádka:
- Rozpětí: 24,80 m
- Délka: 18,47 m
- Výška: 5,15 m
- Nosná plocha: 70,00 m²
- Hmotnost prázdného letounu: 8900 kg
- Vzletová hmotnost: 13 100 kg
- Pohonná jednotka:

### Výkony
- Maximální rychlost u země: 372 km/h
- Maximální rychlost v 5000 m: 464 km/h
- Cestovní rychlost: 370 km/h
- Počáteční stoupavost: 472 m/min
- Výstup na 4000 m: 6,7 min
- Dostup: 8000 m
- Dolet s 900 kg pum: 2000 km